# Ron Marlenee

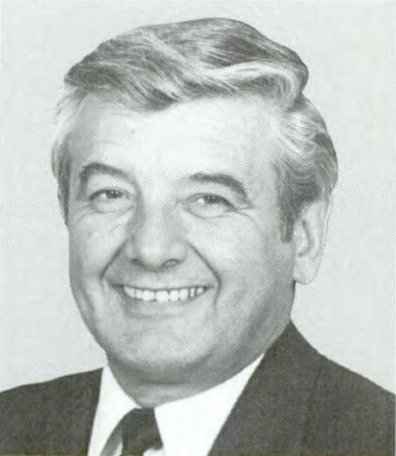
Ron Marlenee, 1991

Ronald Charles Marlenee (* 8. August 1935 in Scobey, Montana; † 26. April 2020 in Bozeman, Montana) war ein US-amerikanischer Politiker. Zwischen 1977 und 1993 vertrat er den Bundesstaat Montana im US-Repräsentantenhaus.

## Frühe Jahre
Ron Marlenee besuchte die öffentlichen Schulen im Daniels County. Danach studierte er an der Montana State University in Bozeman und an der University of Montana in Missoula. Außerdem besuchte er die Reisch School of Auctioneering in Mason City in Iowa. Zu Hause in Montana wurde er Rancher und Farmer.

## Politische Laufbahn
Marlenee wurde Mitglied der Republikanischen Partei. Bei den Kongresswahlen des Jahres 1976 wurde er als deren Kandidat ins US-Repräsentantenhaus gewählt. Dort vertrat er den zweiten Wahlbezirk von Montana zwischen dem 3. Januar 1977 und dem 3. Januar 1993. Bis zu diesem Zeitpunkt hatte der Staat Montana zwei Abgeordnete im US-Kongress. Als Ergebnis der Volkszählung von 1990 verlor der Staat einen seiner beiden Sitze. Bei den Wahlen des Jahres 1992 kandidierte Marlenee erfolglos  gegen John Patrick Williams von der Demokratischen Partei, der bereits seit 1979 den anderen Wahlbezirk Montanas im Kongress vertreten hatte. Damit wurde Williams zum einzigen Kongressabgeordneten aus Montana, während Marlenee sein Amt verlor. Dieser zog sich danach nach Scobey zurück.